# Siklósnagyfalu
Siklósnagyfalu (kroatisch Naćfa) ist eine ungarische Gemeinde im Kreis Siklós im Komitat Baranya.

## Geografische Lage
Siklósnagyfalu liegt neun Kilometer südwestlich der Stadt Villány und ungefähr fünf Kilometer nördlich der Grenze zu Kroatien. Nachbargemeinden sind Kistapolca und Egyházasharaszti.

## Geschichte
Siklósnagyfalu wurde 1294 erstmals urkundlich erwähnt.

## Sehenswürdigkeiten

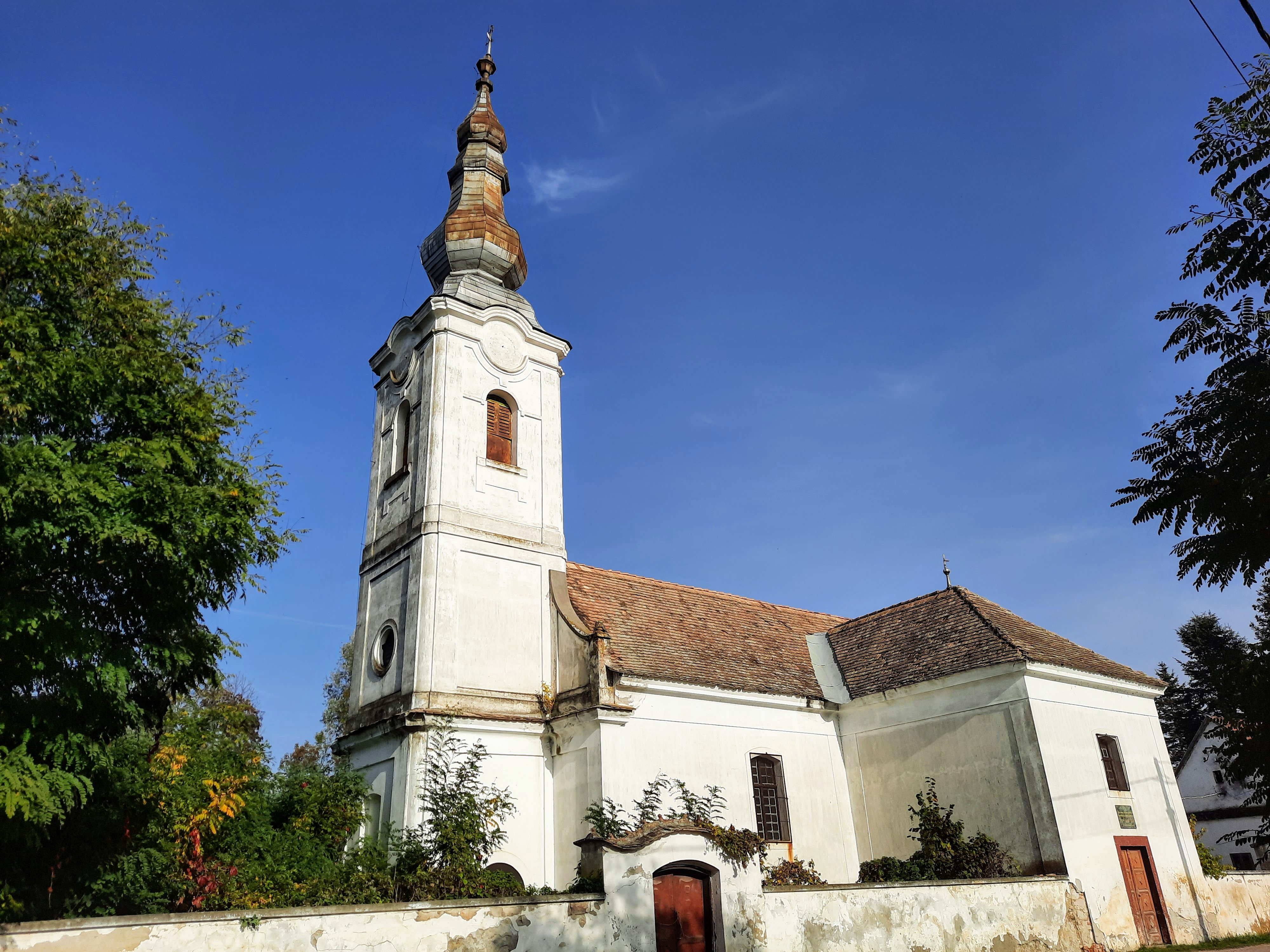

- Reformierte Kirche, erbaut 1780, erweitert 1851 (Spätbarock)

## Verkehr
Durch Siklósnagyfalu verläuft die Landstraße Nr. 5709. Der nächstgelegene Bahnhof befindet sich in Villány.